# Экильбе, Лоранс
Лоранс Экильбе (фр. Laurence Equilbey; 6 марта 1962) — французская женщина-дирижёр.

## Биография
Училась в Париже и Вене, затем совершенствовала своё мастерство в Стокгольме под руководством Эрика Эриксона и Йормы Панулы. В 1991 г. основала и возглавила парижский камерный хор Accentus, исполняющий широкий круг произведений, от Антонио Вивальди до современных композиторов (тесное сотрудничество связывает Экильбе, в частности, с Паскалем Дюсапеном), и трижды (2002, 2005, 2008) удостаивавшийся премии Виктуар де ля мюзик как лучший вокальный коллектив Франции. В 1995 г. Экильбе выступила также одним из основателей Молодёжного хора Парижа, с 2002 г. работающего в составе Региональной консерватории Парижа.
В конце 2000-х гг. Экильбе расширила поле своей деятельности за счёт оперного и симфонического дирижирования, появляясь, в частности, за пультами Руанской оперы, Оркестрового ансамбля Парижа, Национального оркестра Лиона, Оркестра Эпохи Просвещения и др.

## Награды
Кавалер Ордена Почётного Легиона (2008), кавалер Ордена Полярной звезды (2008, Швеция).